# Беркакит
Беркаки́т — посёлок городского типа в Нерюнгринском районе Якутии. Железнодорожная станция на Амуро-Якутской магистрали, через посёлок проходит автодорога «Лена».

## История и описание
Беркакит находится в 7 км к юго-востоку от Нерюнгри на правом берегу речки Малый Беркакит (бассейн Алдана). Природа — среднегорная южно-якутская тайга.
Название посёлка происходит от эвенкийского слова «беркачи», что в переводе обозначает самострел — охотничья ловушка.
Возник в связи со строительством к 1979 году железнодорожной магистрали Бамовская — Тында — Беркакит на Байкало-Амурской магистрали. Отнесён к категории рабочих посёлков в 1977 году.
Выполняет функции транспортного центра. Население занято в основных и вспомогательных производствах железнодорожной станции Беркакит. Имеются Дом культуры, средние общеобразовательные и музыкальная школы, учреждения здравоохранения, торговли и бытового обслуживания.
Многоэтажные жилые дома. Памятник строителям Байкало-Амурской магистрали (1977).

## Население
| 1979  | 1989  | 1999  | 2002  | 2009  | 2010  | 2011  |
| ----- | ----- | ----- | ----- | ----- | ----- | ----- |
| 4599  | ↗9031 | ↘7300 | ↘4925 | ↘4770 | ↘4291 | ↘4280 |
| 2012  | 2013  | 2014  | 2015  | 2016  | 2017  | 2018  |
| ↘4185 | ↘4074 | ↘3944 | ↘3801 | ↘3663 | ↘3601 | ↘3563 |
| 2019  | 2020  | 2021  | 2023  |       |       |       |
| ↘3490 | ↘3478 | ↗3567 | ↗3641 |       |       |       |

## Галерея
- Речка Малый Беркакит неподалёку от посёлка
- Вокзал станции Беркакит
- Памятник строителям БАМа около вокзала
- Вид на Беркакит с вершины Лысой сопки